# Phacodes occidentalis
Phacodes occidentalis là một loài bọ cánh cứng trong họ Cerambycidae.